# Kawie
Kawie (Caviinae) – podrodzina ssaków z rodziny kawiowatych (Caviidae).

## Zasięg występowania
Podrodzina obejmuje gatunki występujące w Ameryce Południowej.

## Podział systematyczny
Do podrodziny należą następujące występujące współcześnie rodzaje:
- Cavia Pallas, 1766 – kawia
- Galea Meyen, 1832 – pseudokawia
- Microcavia H. Gervais & F. Ameghino, 1880 – kawiaczka

Opisano również rodzaje wymarłe:
- Allocavia Pascual, 1962[22] – jedynym przedstawicielem był Allocavia chasicoensis Pascual, 1962
- Dolicavia C. Ameghino, 1916[23] – jedynym przedstawicielem był Dolicavia minuscula (F. Ameghino, 1908)
- Macrocavia Rusconi, 1933[24]
- Neocavia Kraglievich, 1932[25]
- Palaeocavia F. Ameghino, 1889[26]
- Pascualia Ortega Hinojosa, 1963[27] – jedynym przedstawicielem był Pascualia laeviplicata Ortega Hinojosa, 1963